# Ines Rau
Ines-Loan Rau (Nancy, França, 18 de març de 1990) és una model francesa. Va ser la Playmate del Mes de la revista Playboy al novembre de 2017, i la primera Playmate obertament transgènere.

## Primers anys
Rau va néixer a París i és d'ascendència algeriana. Rau es va sotmetre a cirurgia de reassignació de sexe als 16 anys, després d'haver estat inspirada per la història de la model trans anglesa Caroline "Tula" Cossey. Més tard, va viure com a dona cisgènere fins als 24 anys quan va divulgar públicament que era una dona transgènere.

## Carrera
Després de complir 18 anys, Rau va començar a ballar per a DJs a Eivissa, quan es va convertir en amiga de David Guetta. El 2013, als 24 anys, va posar nua per primera vegada amb Tyson Beckford per a un reportatge a OOB, una luxosa revista francesa, poc després d'haver sortit de l'armari com a transgènere. Al maig de 2014, va aparèixer a l'edició "AZ issue" de Playboy, a un reportatge titulat "Evolution" que pretenia representar l'acceptació de les identitats de gènere més enllà del binari masculí-femení. Es va convertir en la segona dona transgènere a aparèixer a Playboy després de Cossey el 1981, i la primera a sortir de l'armari voluntàriament (Cossey va ser revelada contra la seva voluntat i va reaparèixer a la revista el 1991).
Després de les aparicions a la revista, Rau va treballar com a model per a Nicole Miller, Alexis Bittar i Barneys New York. També va aparèixer a Vogue Italia i en una campanya per a Balmain.
A l'octubre de 2017, Cooper Hefner, fill del fundat de Playboy Hugh Hefner, va anunciar que Rau apareixeria com a "Playmate del Mes" al número de la revista Novembre/Desembre de 2017, convertint-la en la primera dona obertament transgènere en ser presentada d'aquesta manera. Hefner va comparar l'opció de presentar Rau amb la decisió del seu pare de presentar Jennifer Jackson com la primera model afroamericana a aparèixer a Playboy com a Playmate el 1965.

## Activisme
Després de sortir de l'armari, Rau es va tornar més activa fent campanya pels drets de les persones transgènere. El 2016, va aparèixer a TF1 en el format de notícies Sept à Huit en un episodi sobre la seva vida.